# Джафаров, Самир Гадир оглы
Самир Гадир оглы Джафаров (азерб. Samir Qadir oğlu Cəfərov; род. 19 ноября 1976, Нехрам, Нахичеванская АССР) — азербайджанский оперный певец, тенор. Народный артист Азербайджана (2012).

## Биография
Самир Гадир оглы Джафаров родился 19 ноября 1976 года в селе Нехрам Бабекского района Нахичеванской АССР . В период с 1993 по 1997 годы получил образование в области театрального и киноискусства в Азербайджанском государственном университете культуры и искусств. С 1999 по 2001 годы обучался по специальности «сольное исполнение» в Бакинской музыкальной академии.
В 2002 году обучался в Оперном центре Галины Вишневской в Москве.
Является солистом Азербайджанского Государственного академического театра оперы и балета.
Среди его ролей — роль Кёроглу в опере Узеира Гаджибекова «Кёроглу», Альфред в опере Дж. Верди «Травиата» и Герцог в опере «Риголетто».
В его репертуаре представлены ведущие партии в оперных произведениях европейских и азербайджанских композиторов, а также песни и романсы.
Гастролировал по России, Испании и в других странах.
В 2001 году стал лауреатом международного конкурса вокалистов в Алматы (2 место).
В 2017 году назначен директором Гянджинской государственной филармонии.
В 2007 году удостоен звания заслуженного артиста Азербайджана. Награжден премией Президента Азербайджана 30 апреля 2014 года, 6 мая 2015 года, 6 мая 2016 года, 1 мая 2017 года, 9 мая 2018 года, 10 мая 2019 года, 7 мая 2020 года, 7 мая 2021 года, 10 мая 2022 года и 6 мая 2023 года.
Народный артист Азербайджана (2012).

## Политическая деятельность
На VII съезде партии «Новый Азербайджан» 5 марта 2021 года был избран членом исполнительного комитета партии.